# Oikawa Heiji

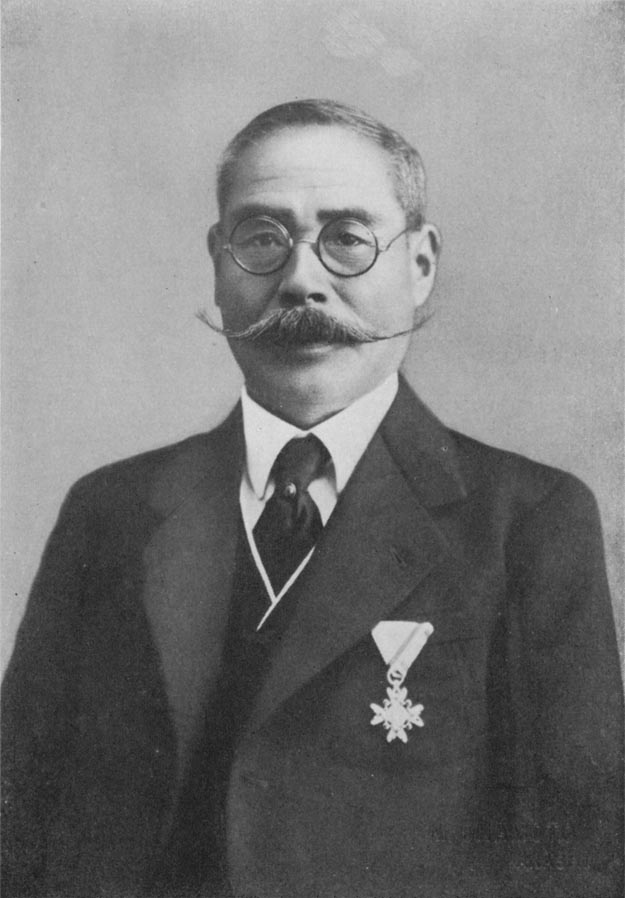
Oikawa Heiji

Oikawa Heiji (japanisch 及川 平治; geboren 28. März 1875 in der Präfektur Miyagi; gestorben 1. Januar 1939) war ein japanischer Pädagoge, der sich für die Liberale Erziehung (自由教育; Jiyū kyōiku) in der Taishō-Zeit einsetzte.

## Leben und Wirken
Oikawa Heiji wurde als Sohn einer bäuerlichen Familie geboren. Nach seinem Abschluss an der „Normalen Pädagogischen Schule der Präfektur Miyagi“ (宮城県尋常師範学校, Miyagi-ken jinjō shihan gakkō) im Jahr 1897 arbeitete er als Grundschullehrer in der Präfektur Miyagi und in der Präfektur Tokio und bestand die Sekundarschulprüfung des Kultusministeriums. 1907 wurde er Direktor der Grundschule der „Pädagogischen Schule für Frauen Akashi der Präfektur Hyōgo“ (兵庫県明石女子師範学校, Hyōgo-ken Akashi joshi shihan gakkō). Er bekleidete diese Position etwa 30 Jahre lang bis zu seiner Pensionierung 1936.
Die Akashi-Grundschule, die die von ihm befürwortete dynamische Ausbildung in Zweiggruppen praktizierte, war zusammen mit der Grundschule der  „Chiba shihan gakkō“ (千葉師範学校) – „Pädagogischen Schule von Chiba“ unter der Leitung von Tezuka Kishie (手塚 岸衛; 1880–1936) und der Grundschule der „Nara jokō shihan gakkō“ (奈良女高師範学校) unter der Leitung von Kinoshita Takeji (木下 竹次; 1872–1946) das Zentrum der liberalen Bildung und zog die Aufmerksamkeit des ganzen Landes auf sich. Nach seiner Pensionierung war er Direktor des „Bildungsforschungsinstituts der Stadt Sendai“ (仙台市教育研究所, Sendai-shi kyōiku kenkyūjo) und widmete sich der Lehrplanforschung.
Oikawas wichtigsten Veröffentlichungen sind „Bundan-shiki dōteki kyōiku-hō“ (分団式動的教育法) – „Gruppiert-dynamische Unterrichtsmethode“ 1912, „Bundan-shiki kakka dōteki kyōiku-hō“ (分団式各科動的教育法) – „Gruppiert-dynamische Unterrichtsmethode für jedes Fach“ 1915 und „Dōteki kyōiku-gaku yōkō“ (動的教育学要綱) – „Vernetzte dynamische Pädagogik“ 1920. In diese Veröffentlichungen kritisierte er die konventionelle Lernmethode des Paukens und setzte sich für eine kindzentrierte ein. Sie waren eine praktische Demonstration dessen, wie Bildung sein sollte, und hatte einen großen Einfluss auf die damalige Bildungswelt.